# Wavelength
Wavelength es el décimo álbum de estudio del músico norirlandés Van Morrison, publicado por la compañía discográfica Mercury Records en septiembre de 1978. El álbum presenta un sonido musical diferente a álbumes anteriores, inclinándose hacia el pop con el uso prominente de guitarras eléctricas y sintetizadores. Wavelength fue también el álbum más vendido de Morrison en el momento de su publicación original y fue certificado como disco de plata por la British Phonographic Industry al superar las 60 000 copias vendidas en el Reino Unido.
En enero de 2008, Polydor Records reeditó Wavelength en versión remasterizada y con dos temas extra: «Wavelength» y «Kingdom Hall» interpretados en directo el 26 de noviembre de 1978 en el Roxy Theatre de Los Ángeles (California).

## Grabación
Wavelength fue grabado en The Manor en Oxfordshire, Inglaterra durante varios meses, y fue completo en los Shangri-La Studios de los Estados Unidos. Para ello, Morrison reunió a músicos que habían representado casi todas las fases de su historia musical hasta la fecha: Herbie Armstrong, de sus días en Belfast; Peter Bardens, de la banda Them; Garth Hudson, de The Band; y Peter Van Hooke, de mediados de la década de 1970. También añadió al guitarrista Bobby Tench de Streetwalkers.

## Canciones
Las canciones de Wavelength recalcan varias etapas distintas en la vida de Morrison. «Kingdom Hall» evoca su infancia en Belfast cuando acudía a la iglesia con su madre, testigo de Jehová practicante durante un tiempo. «Cheking It Out» trata sobre una relación sentimental fallida y rescatada por «guías y espíritus durante el camino». «Natalia», «Venice USA» y «Lifetimes» son canciones de amor, mientras que «Wavelength» se acerca a los recuerdos de su adolescencia, cuando escuchaba Voz de América. La siguiente canción incorpora dos canciones escritas a comienzos de 1970: «Santa Fe», compuesta por Jackie DeShannon en 1973, la primera colaboración de Morrison en aparecer en un disco suyo, y «Beautiful Obsession», interpretada en conciertos de 1971. Por otra parte, «Hungry For Your Love» fue utilizada en la banda sonora de la película An Officer and a Gentleman y se ha convertido en una de las canciones más populares del álbum junto a «Wavelength». En «Hungry For Your Love», Morrison toca el piano eléctrico acompañado por Herbie Armstrong a la guitarra acústica. Morrison también incluyó la canción en su recopilatorio Van Morrison at the Movies - Soundtrack Hits.
La última canción, «Take it Where You find It», es, según Scott Floman, una «carta de amor épica a América que mejora y mejora a medida que avanza. Simplemente pongo la canción, que está entre las mejores de todos los tiempos de Van, y me dan ganas de abrazar a alguien, cualquiera, y comenzar a balancearme lentamente mientras la canto».

## Recepción
Lester Bangs, en su reseña para la revista Rolling Stone, comentó: «Wavelength es un buen disco. Estoy seguro de que en Warner Bros. están encantados con él. Y también los DJ. Aun así, sin embargo, confunde cómo un talento tan monumental puede empantanarse a sí mismo en tales disparates». Por otra parte, Melody Maker calificó el álbum como una evidencia de «la deriva de Morrison hacia el sueño americano».
Stephen Thomas Erlewine, de Allmusic, calificó el álbum con cuatro estrellas y escribió que «Wavelength comienza esencialmente donde lo dejó A Period of Transition, ofreciendo una alternativa centrada y de cuerpo entero a la falta de dirección de aquel disco». Robert Christgau se refirió al mismo como «un buen disco» y prestó atención a la segunda cara, que a su juicio era «una reinterpretación de la fijación de Van por América, aunque la primera cara es nada más y nada menos que la programación de clases».
La revista Time escribió: «Durante una carrera que ha durado más de una década, Van Morrison ha hecho dos, quizás tres álbumes con altas calificaciones entre lo mejor del rock and roll. Wavelength es suficientemente bueno para estar cerca de lo mejor de Morrison, un disco de magia sinuosa y sensual. El hombre simplemente no puede ser vencido».
Morrison negó que las canciones no fuesen sino experiencias personales y que no trataban sobre los Estados Unidos. Además, el álbum se convirtió en el disco más vendido de la carrera de Morrison y pronto fue certificado como disco de plata por la BPI. Con el éxito de Wavelength, Morrison creó una banda para promocionarla, similar a The Caledonia Soul Orchestra de It's Too Late to Stop Now. Durante la gira de Wavelength, Morrison toco en su Belfast natal por primera vez desde que abandonó el país para grabar con Bang Records en 1967. El primer video del músico, Van Morrison in Ireland, publicado en 1981, incluyó el concierto de Belfast y contó con dos canciones del álbum: «Wavelength» y «Chekin' It Out».

## Portada del álbum
La fotografía de portada fue tomada por Norman Seeff (asociado a las portadas de Joni Mitchell) y muestra a Van Morrison en una pose sonriente e imitando a James Dean con pantalones blancos ceñidos y fumando un cigarrillo. 

## Lista de canciones
Todas las canciones escritas y compuestas por Van Morrison excepto donde se anota. 
| Cara A |                   |          |  |
| N.º    | Título            | Duración |  |
| 1.     | «Kingdom Hall»    | 5:59     |  |
| 2.     | «Checkin' It Out» | 3:29     |  |
| 3.     | «Natalia»         | 4:04     |  |
| 4.     | «Venice U.S.A.»   | 6:32     |  |
| 5.     | «Lifetimes»       | 4:15     |  |

| Cara B |                                |                                |          |  |
| N.º    | Título                         | Escritor(es)                   | Duración |  |
| 1.     | «Wavelength»                   |                                | 5:44     |  |
| 2.     | «Santa Fe/Beautiful Obsession» | Jackie DeShannon, Van Morrison | 7:04     |  |
| 3.     | «Hungry for Your Love»         |                                | 3:45     |  |
| 4.     | «Take It Where You Find It»    |                                | 8:40     |  |

| Temas extra (reedición de 2008) |                                                                              |          |  |
| N.º                             | Título                                                                       | Duración |  |
| 10.                             | «Wavelength» (En directo desde el Roxy Theatre de Los Ángeles, 26-11-1978)   | 6:07     |  |
| 11.                             | «Kingdom Hall» (En directo desde el Roxy Theatre de Los Ángeles, 26-11-1978) | 6:05     |  |

## Personal
Músicos
- Van Morrison: guitarra acústica, piano eléctrico, saxofón alto, voz y coros.
- Herbie Armstrong: guitarra rítmica y coros.
- Peter Bardens: piano, órgano y sintetizador.
- Ginger Blake: coros
- Laura Creamer: coros
- Mitch Dalton: guitarra acústica
- Linda Dillard: coros
- Mickey Feat: bajo
- Garth Hudson: órgano, sintetizadores y acordeón.
- Bobby Tench: guitarra y coros.
- Peter Van Hooke: batería.
- Kuma: bajo
- Katie Kissoon: coros
- Anna Peacock: coros

Equipo técnico
- Van Morrison: producción
- Mick Glossop: ingeniero

## Posición en listas
| País           | Lista                    | Posición |
| -------------- | ------------------------ | -------- |
| Estados Unidos | Billboard 200            | 28       |
| Nueva Zelanda  | New Zealand Music Charts | 9        |
| Países Bajos   | Mega Albums Top 100      | 50       |
| Reino Unido    | UK Albums Chart          | 27       |

| Sencillo     | País           | Lista             | Posición |
| ------------ | -------------- | ----------------- | -------- |
| «Wavelength» | Estados Unidos | Billboard Hot 100 | 42       |

## Certificaciones
| Fecha                | País        | Organismo certificador | Certificación | Ventas certificadas |
| -------------------- | ----------- | ---------------------- | ------------- | ------------------- |
| 9 de octubre de 1979 | Reino Unido | BPI                    | Plata         | 60 000              |